# Kia Carnival
Kia Carnival – samochód osobowy typu minivan klasy średniej produkowany pod południowokoreańską marką Kia od 1998 roku. Od 2020 roku produkowana jest czwarta generacja modelu.

## Pierwsza generacja

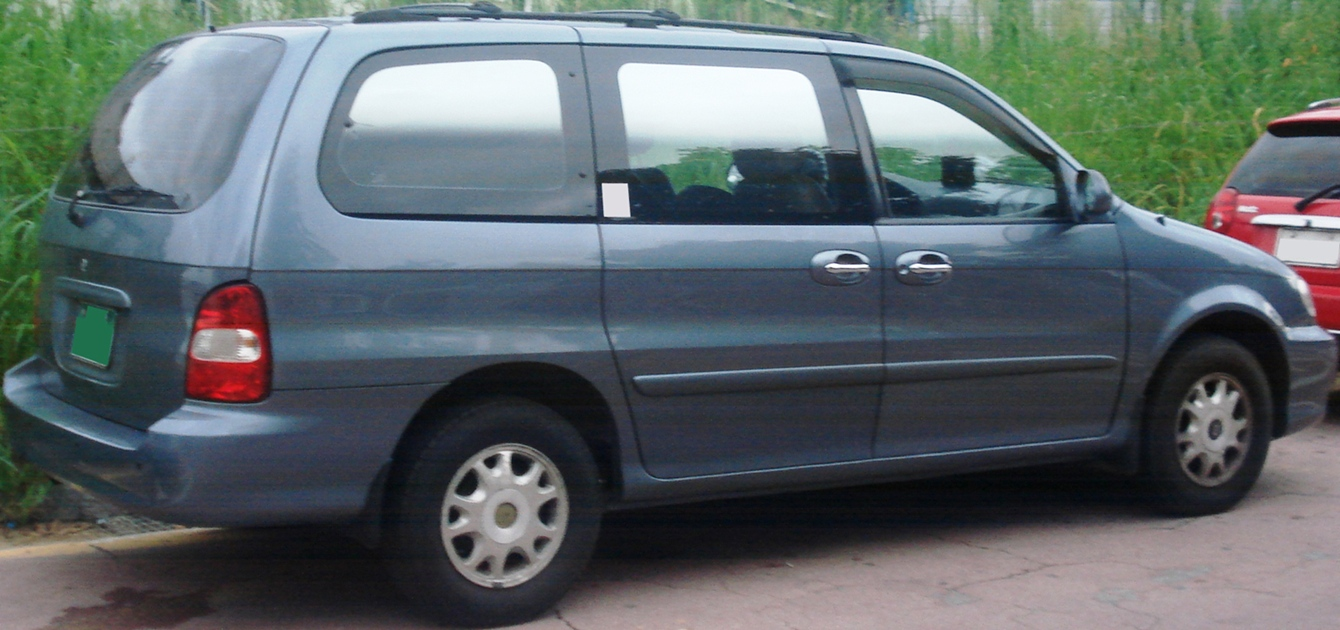
Kia Carnival I – tył

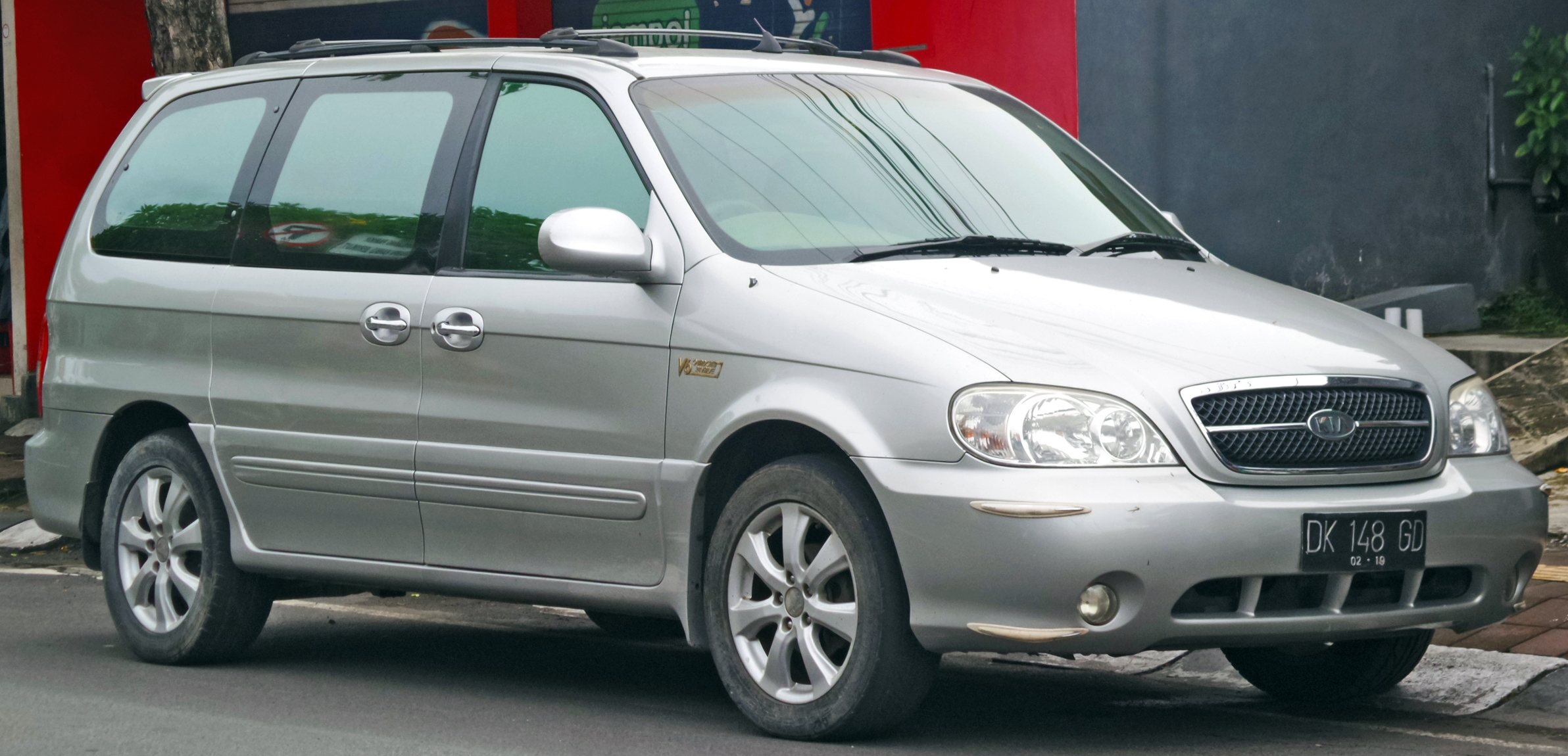
Kia Carnival I po liftingu

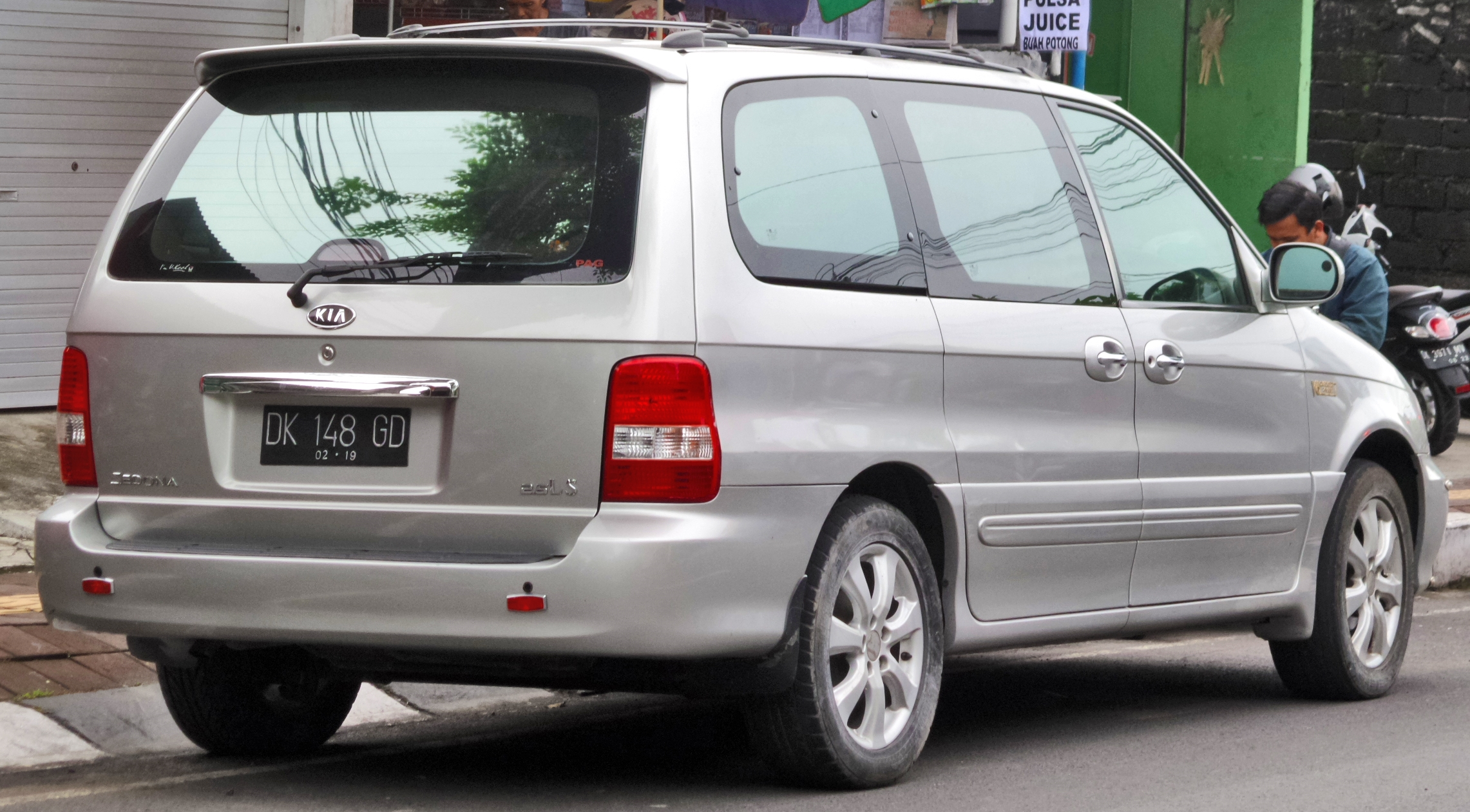
Kia Carnival I – tył po liftingu

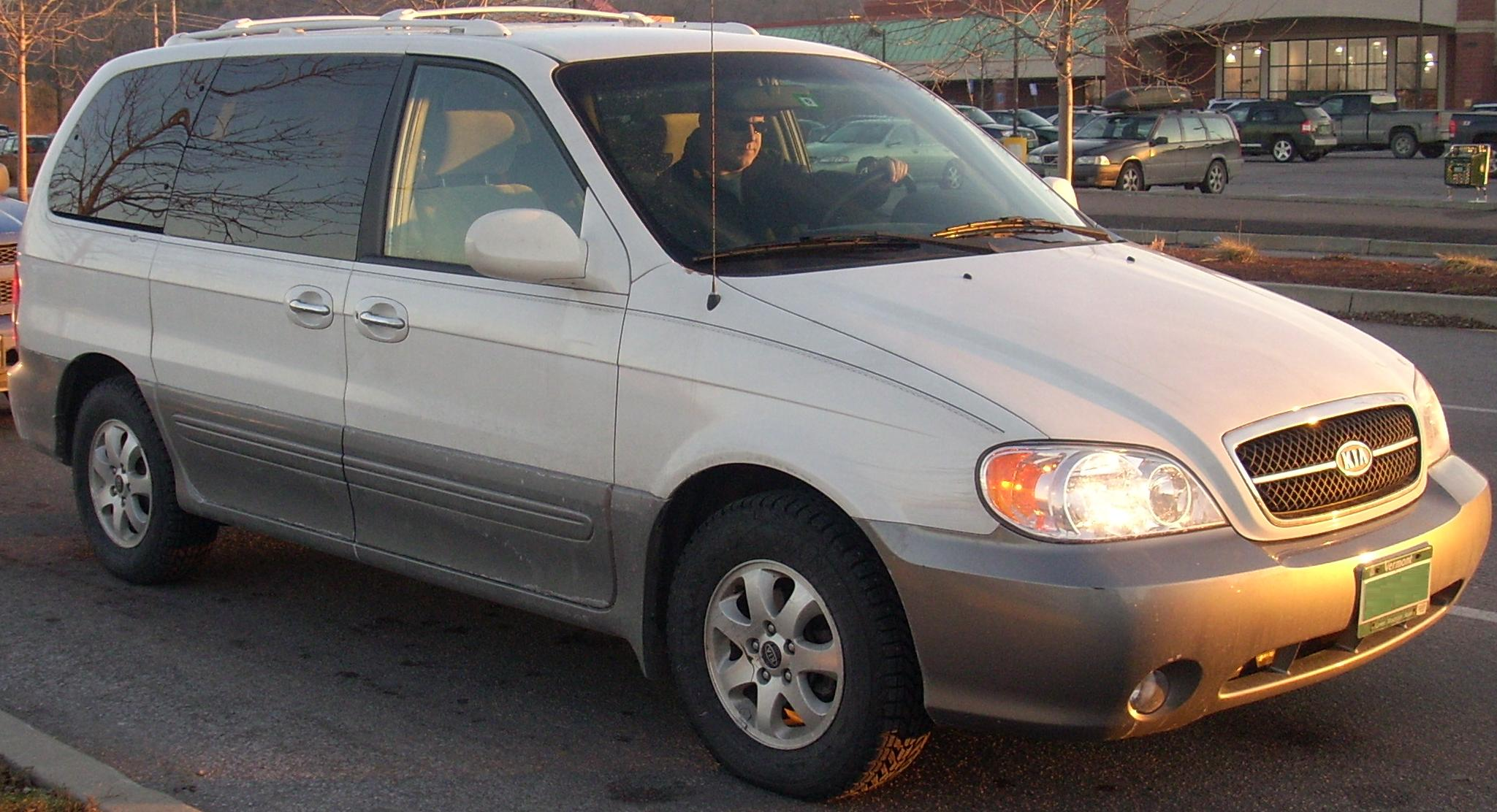
amerykańska Kia Sedona I

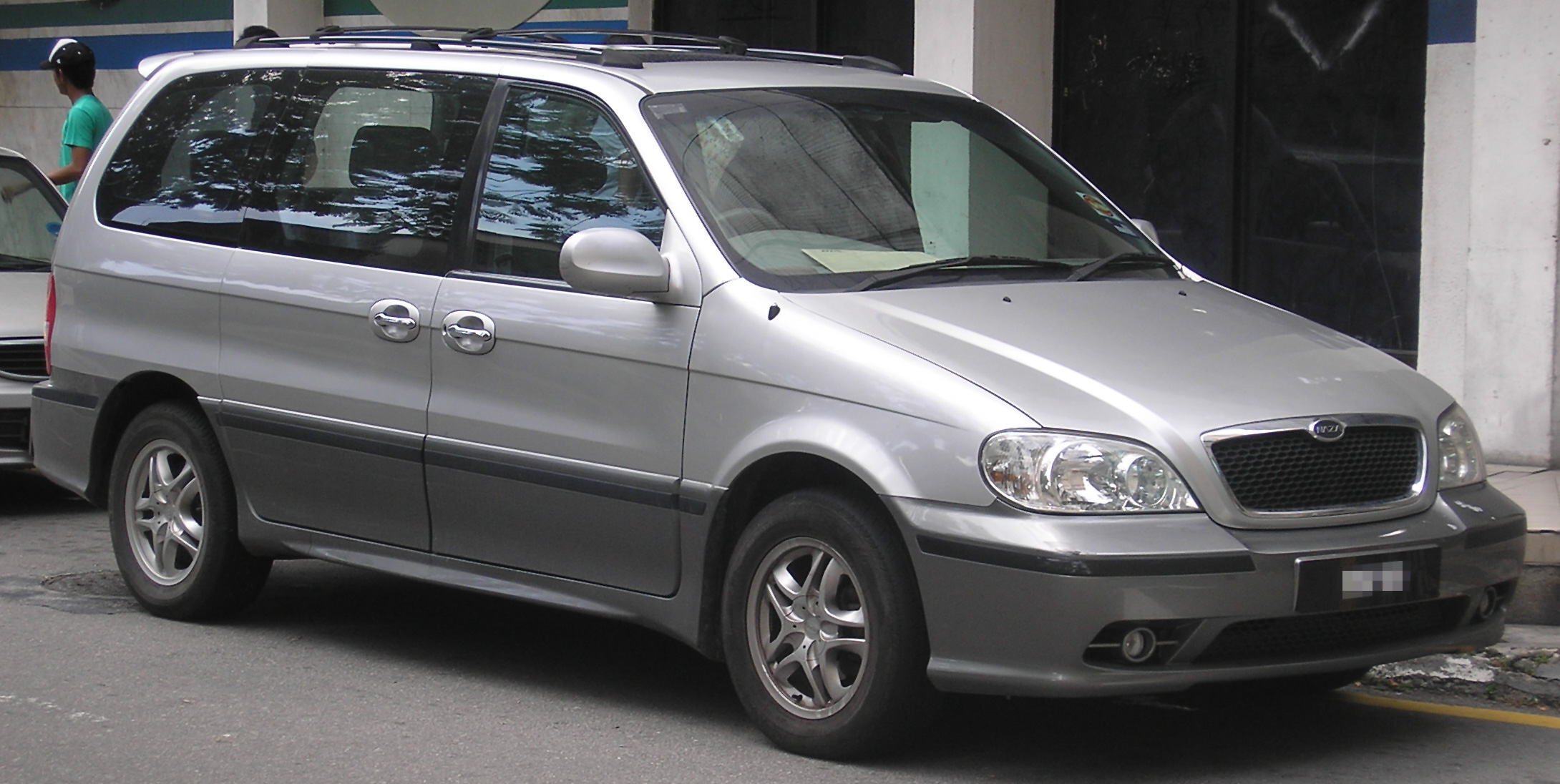
malezyjska Naza Ria

Kia Carnival I została zaprezentowana po raz pierwszy w 1998 roku.
Model Carnival pojawił się w ofercie Kii jako pierwszy minivan opracowany przez południowokoreańskiego producenta. Pojazd został w oparciu o podobnej wielkości model Credos, zyskując duże, foremne dwubryłowe nadwozie z odsuwanymi drzwiami dającymi dostęp do drugiego rzędu siedzeń.
Samochód oferował foremną, obszerną przestrzeń pasażersko-transportową z 6 lub 7 niezależnymi fotelami umieszczonymi w 3 rzędach, które w razie potrzeby można było trwale wymontować. Kia Carnival pierwszej generacji oferowała bogate, jak na lata obecności w sprzedaży, wyposażenie standardowe. Obejmowało one m.in. dwie poduszki powietrzne, dwustrefową klimatyzację czy odtwarzacz płyt CD.

### Lifting
W 2001 roku Kia Carnival I przeszła gruntowną restylizację. W jej ramach pojazd zyskał większe, bardziej obłe reflektory z nowym układem soczewek, a także masywniejszą atrapę chłodnicy z chromowaną poprzeczką, na której wyeksponowano większe logo producenta.
Zmiany wizualne objęły także tylną część nadwozia, gdzie przestylizowano zderzaki, a ponadto – wdrożono nowe, większe, prostokątnie ukształtowane lampy tylne. Ponadto, gama jednostek napędowych została poszerzona o nową jednostkę wysokoprężną.

### Sprzedaż
Kia Carnival pierwszej generacji była samochodem o globalnym zasięgu rynkowym. Poza Koreą Południową i Europą, pojazd był oferowany także w Wielkiej Brytanii pod nazwą Kia Sedona. Po restylizacji z 2001 roku pod tą samą nazwą samochód wprowadzono do sprzedaży także w Stanach Zjednoczonych i Kanadzie.
Ponadto, wariant po restylizacji był produkowany i sprzedawany w Malezji przez lokalne przedsiębiorstwo Naza pod nazwą Naza Ria. Od pierwowzoru samochód wyróżniał się dużą, czarną atrapą chłodnicy z niewielkim logo na górnej poprzeczce, a także przemodelowanym zderzakiem i drobnymi zmianami w tylnej części nadwozia.

### Awaryjność
Kia Carnival pierwszej generacji zdobyła złą reputację na rynku wtórnym z powodu niskiej jakości wykonania kabiny pasażerskiej, a także relatywnie bardzo wysokiego poziomu awaryjności. Kłopoty z eksploatacją w dłuższej perspektywie utrudniały też relatywnie wysokie koszty części zamiennych i związanych z tym napraw, a także często głęboko postępująca korozja.

### Silniki
- V6 2.5l 150 KM
- V6 2.5l 24V 163 KM
- V6 2.5l 24V 175 KM
- V6 3.5l 24V 195 KM
- R4 2.2l TD 110 KM
- R4 2.9l TD 135 KM
- R4 2.9l CRDi 144 KM

## Druga generacja

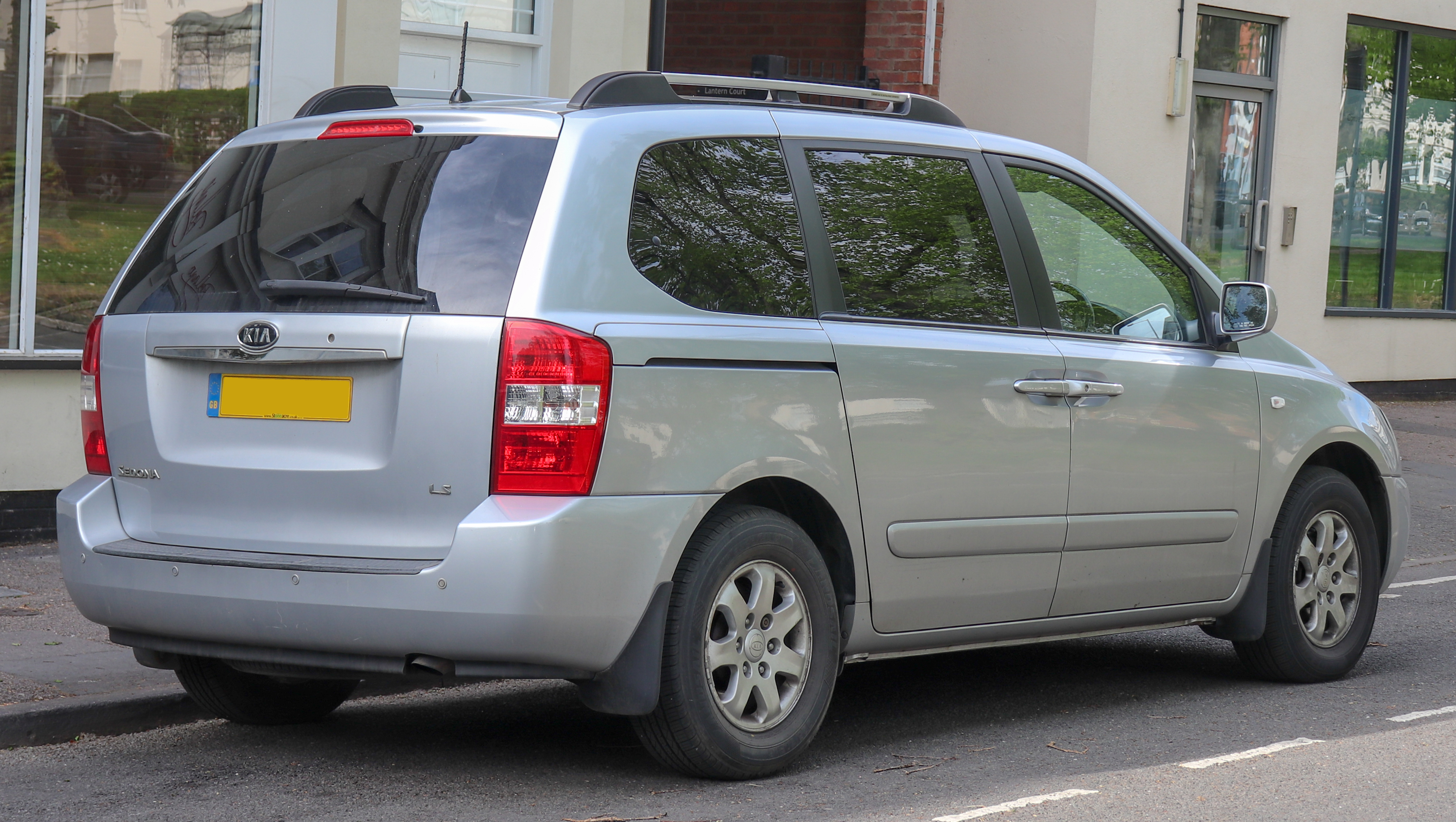
Kia Carnival II – tył

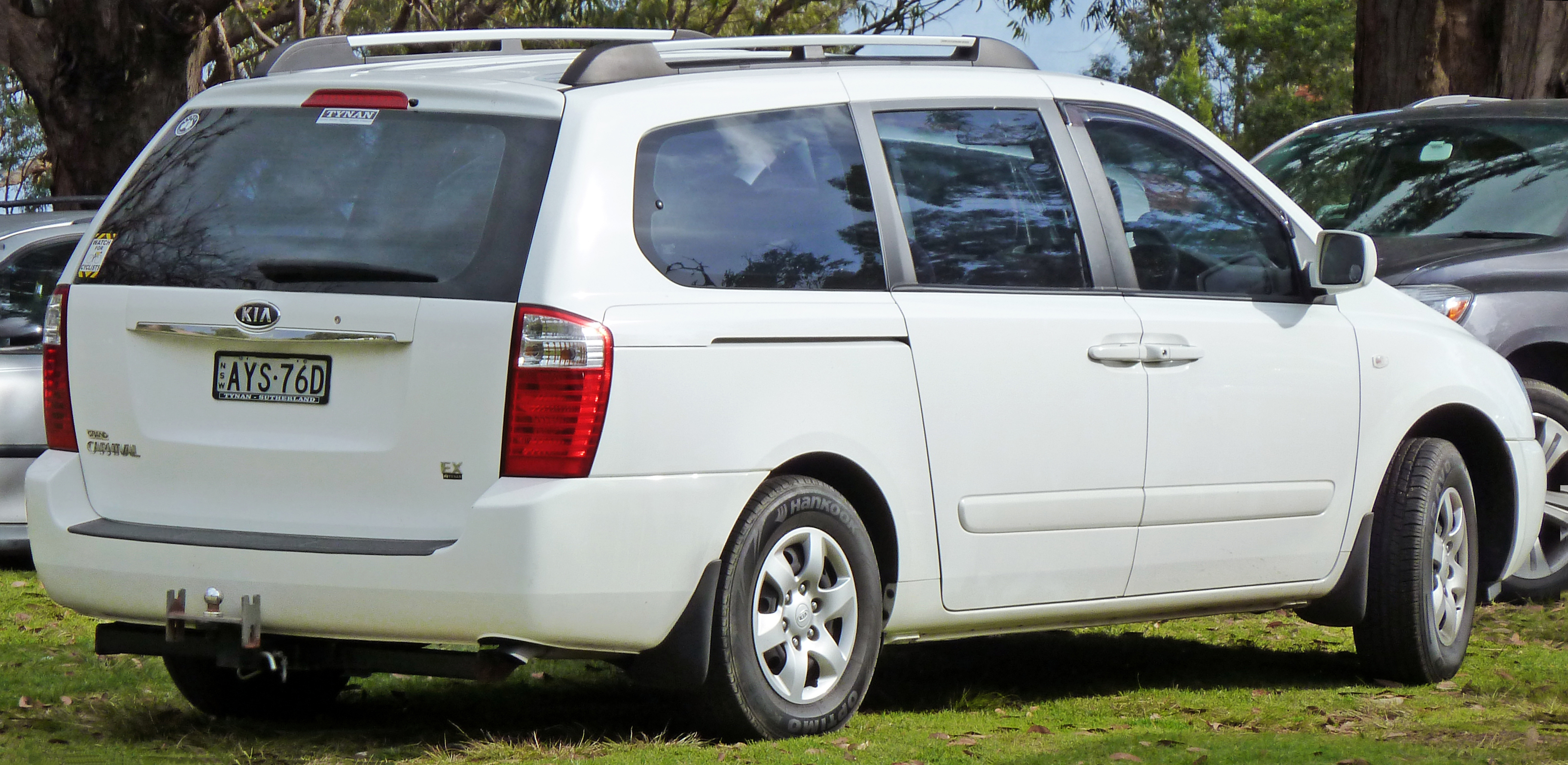
Kia Grand Carnival

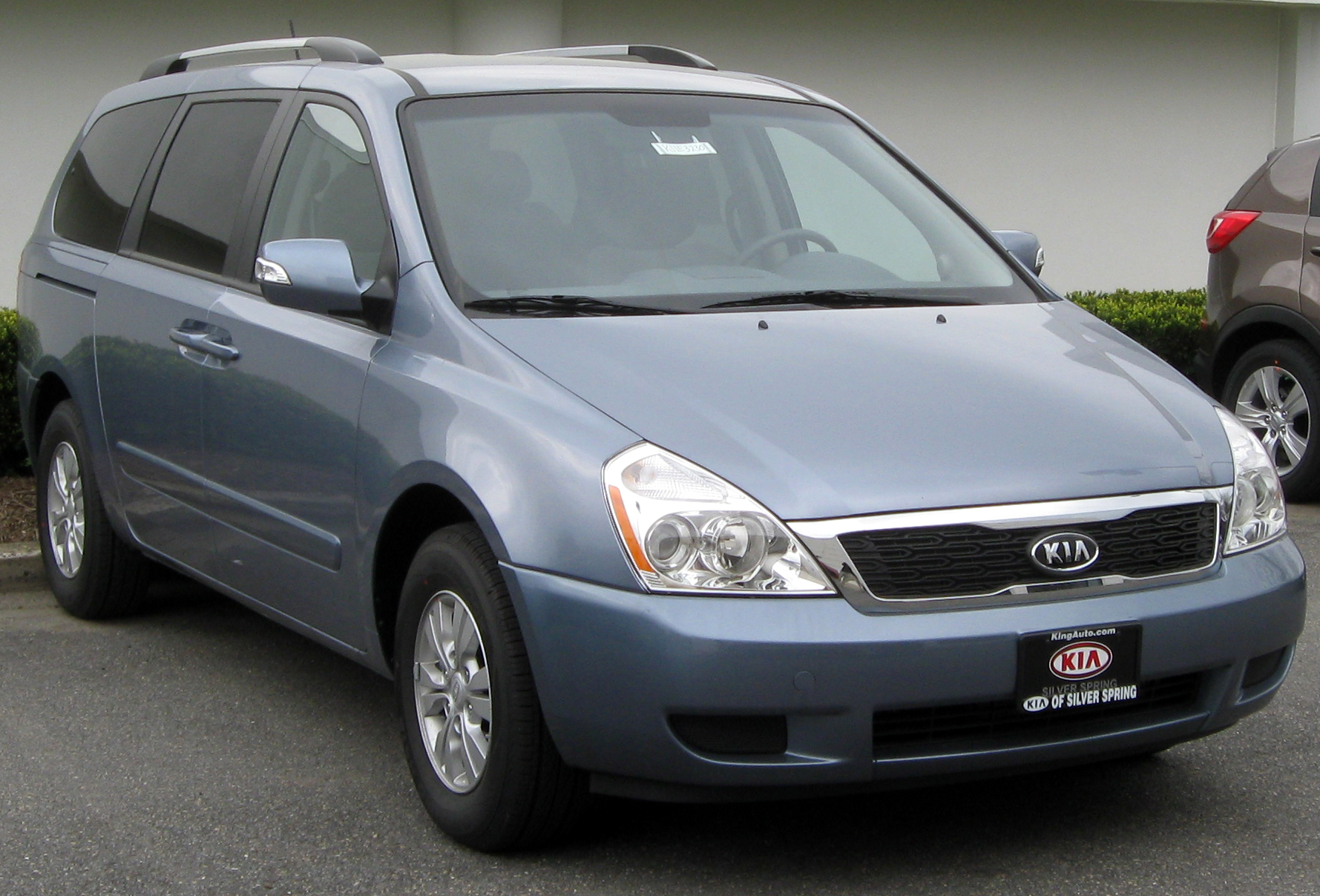
amerykańska Kia Sedona LX po liftingu

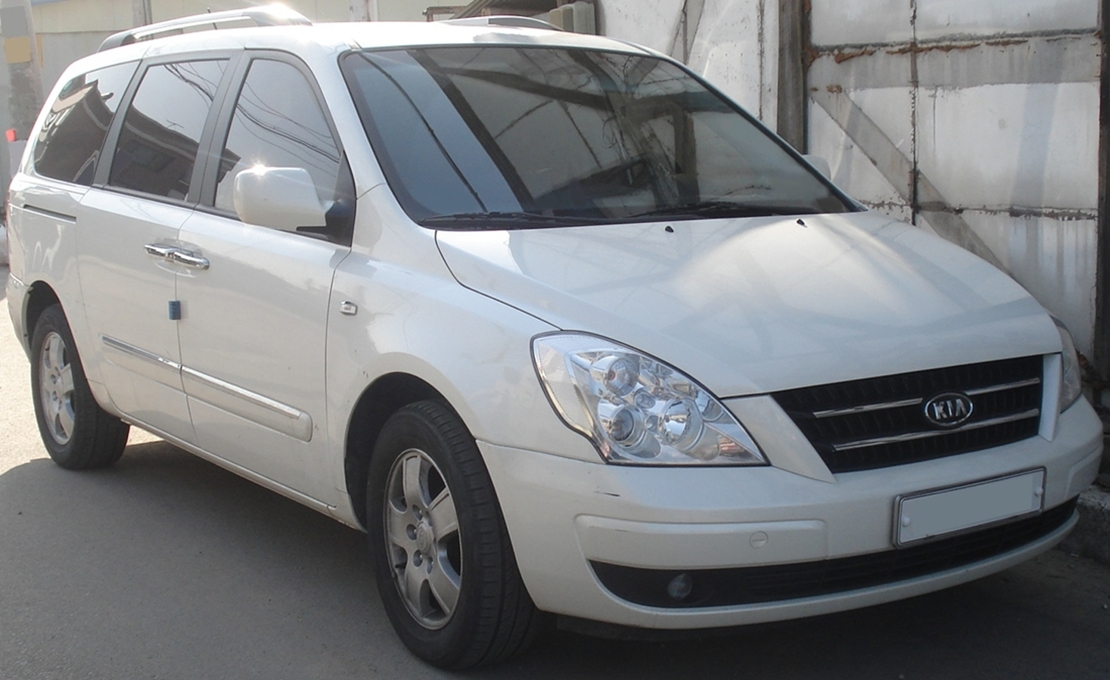
Kia Carnival Limousine

Kia Carnival II została zaprezentowana po raz pierwszy w 2005 roku.
Druga generacja minivana Carnival przeszła obszerną metamorfozę w stosunku do poprzednika, powstając od podstaw jako nowa konstrukcja zbudowana wspólnie przez zespoły projektantów w Korei Południowej, Stanach Zjednoczonych oraz Niemczech.
W stosunku do poprzedniej generacji modelu, samochód zyskał masywniejszą sylwetkę z charakterystycznymi, agresywnie stylizowanymi dużymi reflektorami, z kolei tylną część nadwozia przyozdobiły pionowe, szeroko rozstawione lampy nawiązujące formą do SUV-a Sorento.
Kabina pasażerska została głęboko przeprojektowana, zyskując wykończony imitacją aluminium kokpit, dwa niezależne fotele tylnego rzędu siedzeń, a także trzeci rząd siedzeń w formie kanapy dla kolejnej trójki pasażerów. Ponownie zastosowane zostały odsuwane tylne drzwi, które zyskały połączoną optycznie z przednimi drzwiami podłużną chromowaną klamkę, a także opcjonalny elektryczny system sterowania.
Wzorem np. konkurencyjnego Chryslera czy Renault, Kia zdecydowała się wobec swojego sztandarowego minivana zastosować dwa dostępne warianty długości nadwozia. Podstawowy, krótszy wariant miał mniejszą od poprzednika długość nadwozia oraz rozstaw osi, za to przedłużona odmiana o nazwie Kia Grand Carnival charakteryzowała się większym rozstawem osi i przedziałem bagażowym. Oferowana ona była tylko na wybranych rynkach.

### Carnival Limousine
Specjalnie z myślą o wewnętrznym rynku południowokoreańskim oferowany był również topowy, luksusowy wariant o nazwie Kia Carnival Limousine, który zawierał m.in. inny, bardziej zaokrąglony kształt reflektorów i większą atrapę chłodnicy zapożyczoną od bliźniaczego, oferowanego w Ameryce Północnej Hyundaia Entourage.

### Lifting
W 2010 roku Kia Carnival drugiej generacji przeszła drobną restylizację, która ograniczyła się do nowego wzoru atrapy chłodnicy podobnego do nowszych modeli producenta, a także nowymi wkładami reflektorów oraz zmianami w liście wyposażenia pod kątem komfortu jazdy oraz bezpieczeństwa pasażerów.

### Sprzedaż
Podobnie jak w przypadku poprzednika, w Wielkiej Brytanii, Stanach Zjednoczonych i Kanadzie samochód nosił nazwę Kia Sedona w przypadku wariantu krótszego oraz z dopiskiem Grand lub LX w przypadku odmiany przedłużonej na rynkach północnoamerykańskich.
Ponadto, na rynku chińskim samochód nosił inną nazwę – najpierw Kia VQ, a potem Kia VQ-R w przypadku wariantu skróconego oraz Kia Grand VQ-R dla odmiany przedłużonej.
Choć produkcja Carnivala drugiej generacji trwała do 2014 roku aż do momentu prezentacji następcy, na rynku europejskim włącznie z Polską pojazd wycofano ze sprzedaży przedwcześnie już w trzecim kwartale 2010 roku.

### Wersje wyposażeniowe
- EX
- LX
- Limited
- Tour
- Freedoom

W zależności od wybranej wersji wyposażeniowej pojazd wyposażony może być m.in. w system ABS i ESP, komplet poduszek powietrznych, elektryczne sterowanie szyb, elektryczne sterowanie lusterek, tempomat, dwustrefową klimatyzację automatyczną, czujnik deszczu, czujniki cofania, wielofunkcyjną kierownicę, skórzaną tapicerkę, elektrycznie rozsuwane tylne drzwi oraz elektrycznie podnoszona klapa bagażnika.

### Silniki
- V6 2.7l 189 KM
- V6 3.5l 194 KM
- V6 3.5l 272 KM
- V6 3.8l 240 KM
- R4 2.2l CRDi 192 KM
- R4 2.9l CRDi 183 KM

## Trzecia generacja

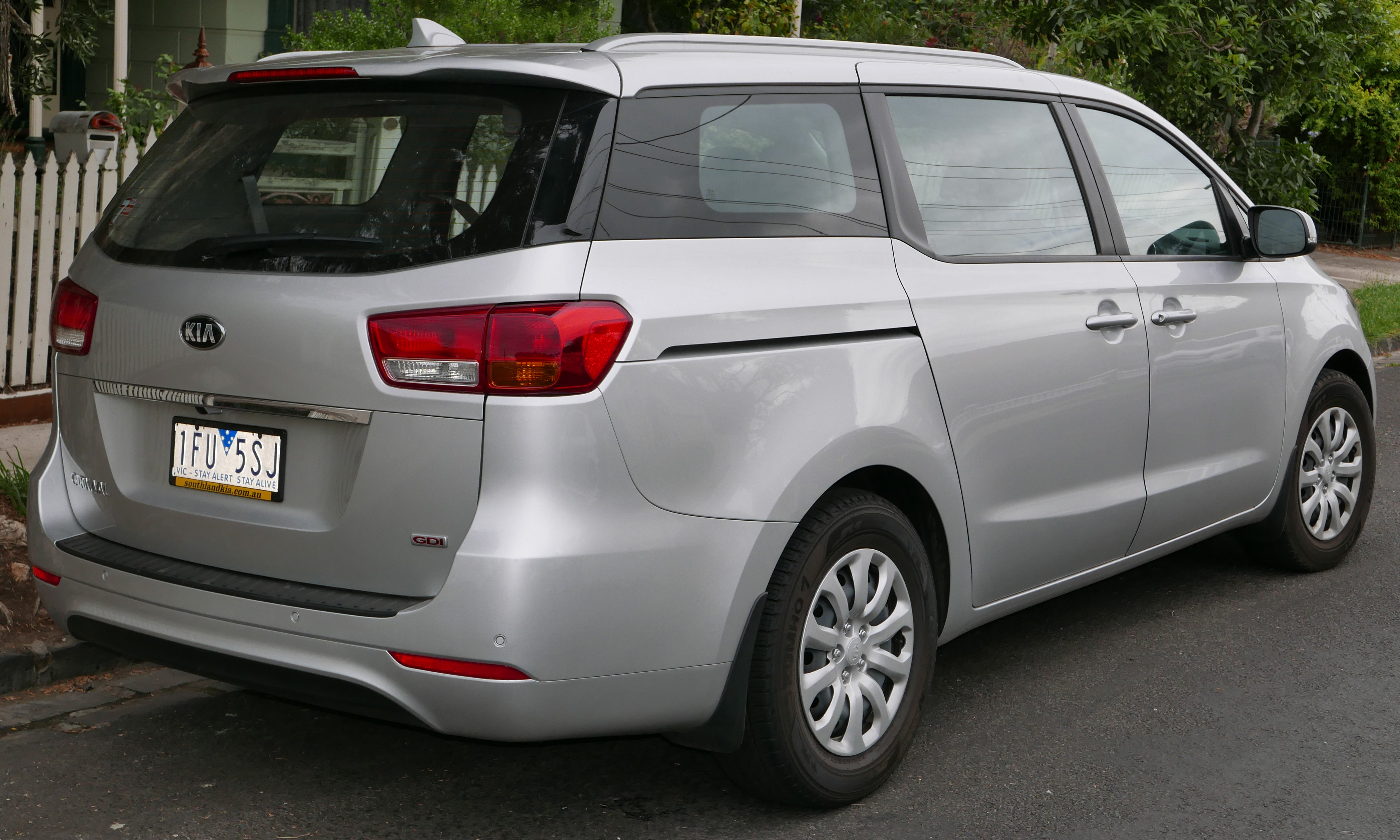
Kia Carnival III – tył

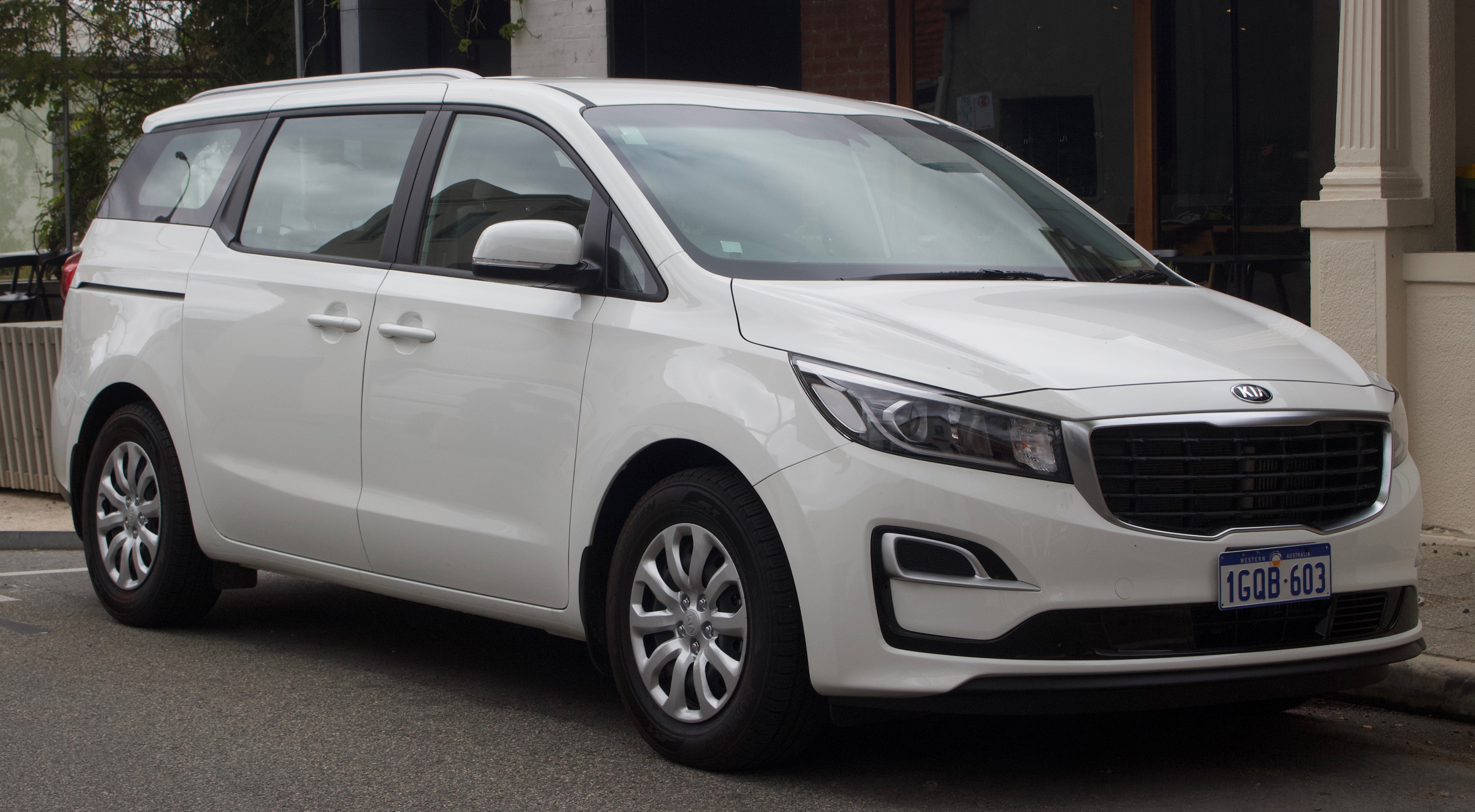
Kia Carnival III po liftingu

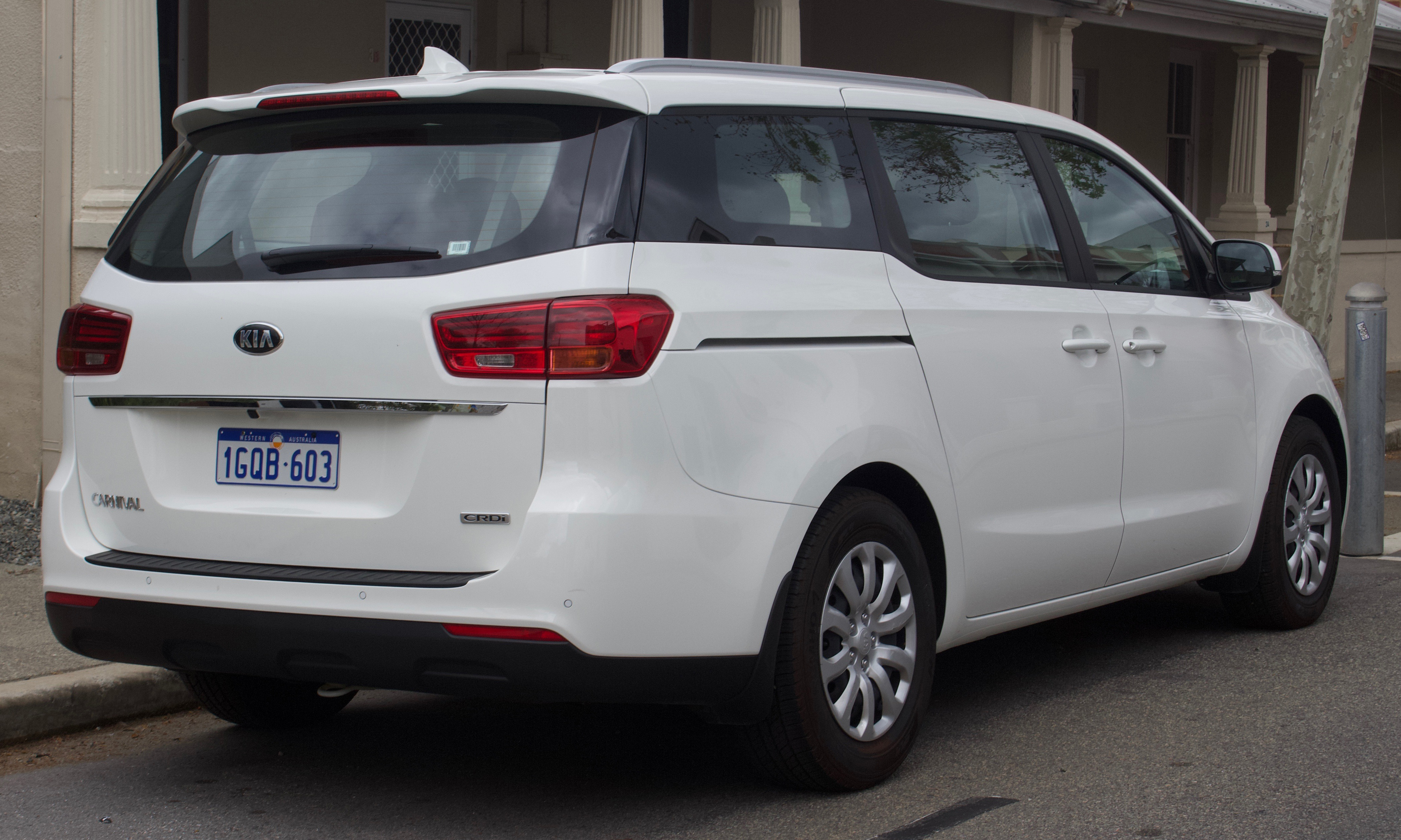
Kia Carnival III – tył

Kia Carnival III została zaprezentowana po raz pierwszy w 2014 roku.
Trzecia generacja sztandarowego minivana Kii powstała według zupełnie nowego projektu autorstwa ówczesnego szefa działu projektowego, Petera Schreyera, upodabniając się do innych nowych modeli producenta debiutujących w międzyczasie.
W efekcie, samochód zyskał bardziej awangardową stylizację charakteryzującą się muskularną sylwetką, obszernym i owalnym przednim wlotem powietrza, agresywnie stylizowanymi reflektorami, a także wysoko poprowadzoną linią okien z charakterystycznym uskokiem. Projekt deski rozdzielczej zyskał bardziej masywne kształty, z ekranem dotykowym mającym łączność z systemem UVO.
W przeciwieństwie do poprzednika, producent zdecydował się ujednolicić gamę wariantów wielkości nadwozia wyłącznie do wydłużonej wersji. Stała się ona jeszcze dłuższa od drugiej generacji, z rozstawem osi równym ponad 3 metrom oraz nadwoziem o długości ponad 5,1 metra.
Trzecia generacja Kii Carnival umożliwiała obszerną aranżację wnętrza, oferując trzy rzędy siedzeń oraz dwa oddzielne siedziska drugiego rzędu, które można było obracać, składać lub wyjmować.

### Lifting
W marcu 2018 roku Kia Carnival trzeciej generacji przeszła restylizację, w ramach której pojazd otrzymał przestylizowany przedni oraz tylny zderzak, nowe wkłady reflektorów wykonane w technologii LED, poczwórne klosze świateł do jazdy dziennej, a także przemodelowane klosze lamp tylnych. W kabinie pasażerskiej zamontowano z kolei większy, 8-calowy ekran systemu multimedialnego nowej generacji.

### Sprzedaż
W przeciwieństwie do poprzedników, trzecia generacja Kii Carnival nie trafiła do sprzedaży w Europie. Głównymi rynkami dla dużego minivana zostały Australia i Korea Południowa, a także Stany Zjednoczone i Kanada, gdzie pojazd po raz trzeci i ostatni otrzymał nazwę Kia Sedona. W 2018 roku Carnival trzeciej generacji stał się jednym z dwóch pierwszych modeli Kia po wkroczeniu do Indii.

### Wersje wyposażeniowe
- L
- LX
- EX
- S
- Si
- SLi
- SX
- Platinum
- Ultimate
- Limited

W zależności od wybranej wersji wyposażeniowej oraz rynku motoryzacyjnego przeznaczenia, auto wyposażone mogło być m.in. w system ABS, EBD, ESC, BAS oraz TCS, asystenta podjazdu pod wzniesienie (HAC), system zapobiegający dachowaniu (ROM) oraz asystenta hamowania na zakrętach (CBC), a także światła przeciwmgłowe, elektryczne sterowanie szyb, elektryczne sterowanie lusterek, skórzaną tapicerkę, wielofunkcyjną kierownicę.

### Silniki
- V6 3.3 GDI 276 KM
- R4 2.2 CRDi 197 KM

## Czwarta generacja

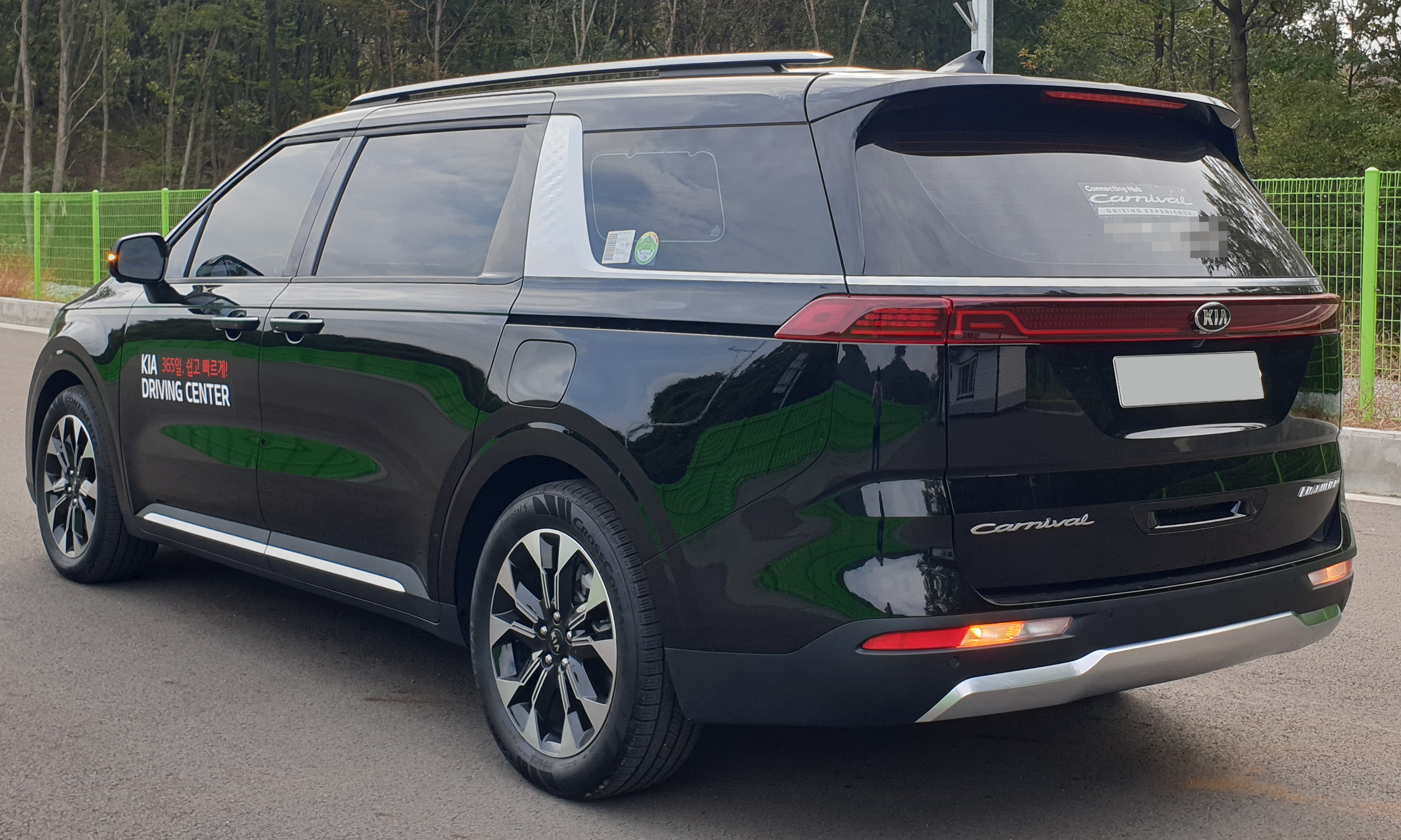
Kia Carnival IV – tył

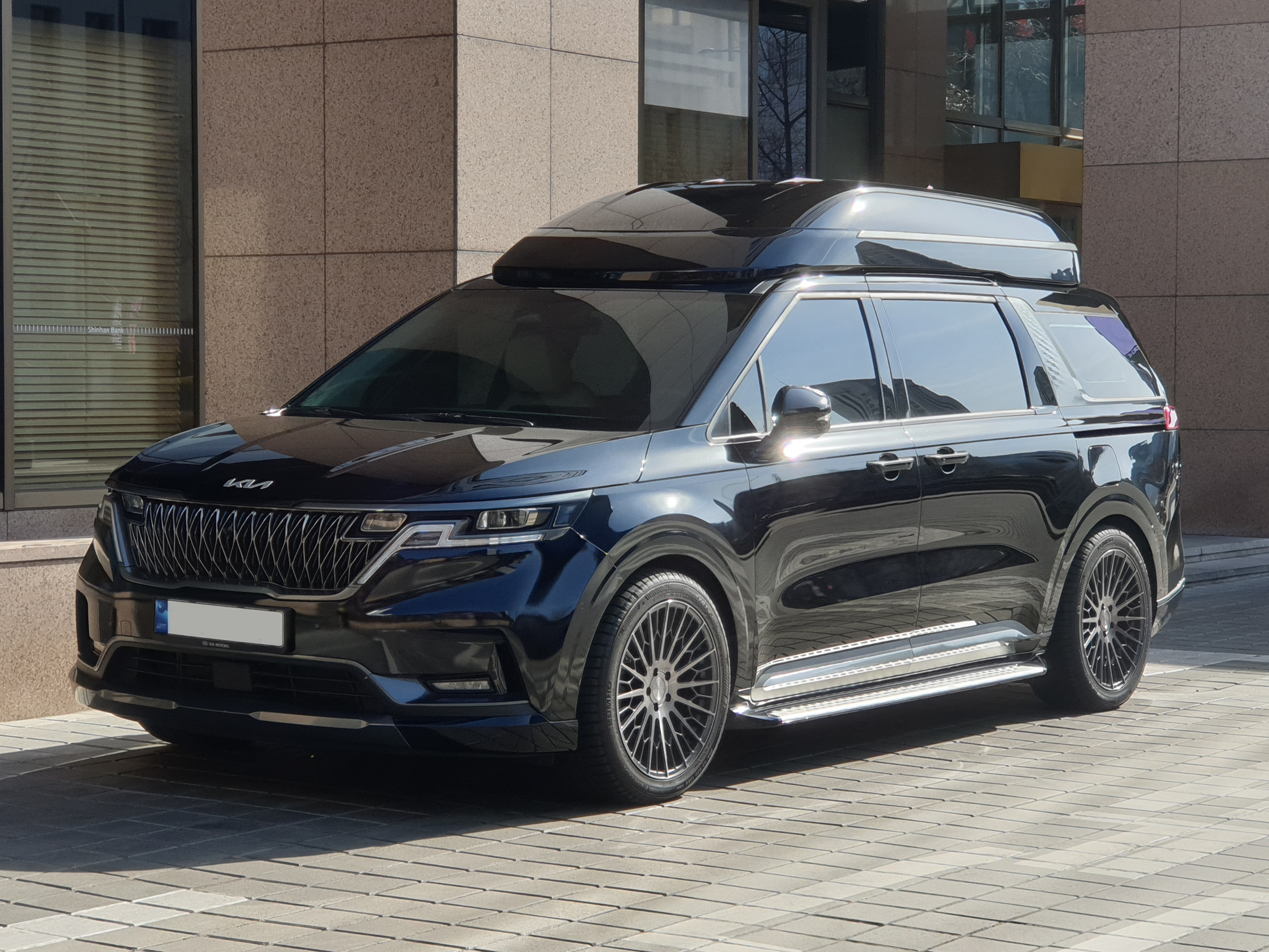
Kia Carnival IV Hi-Limousine

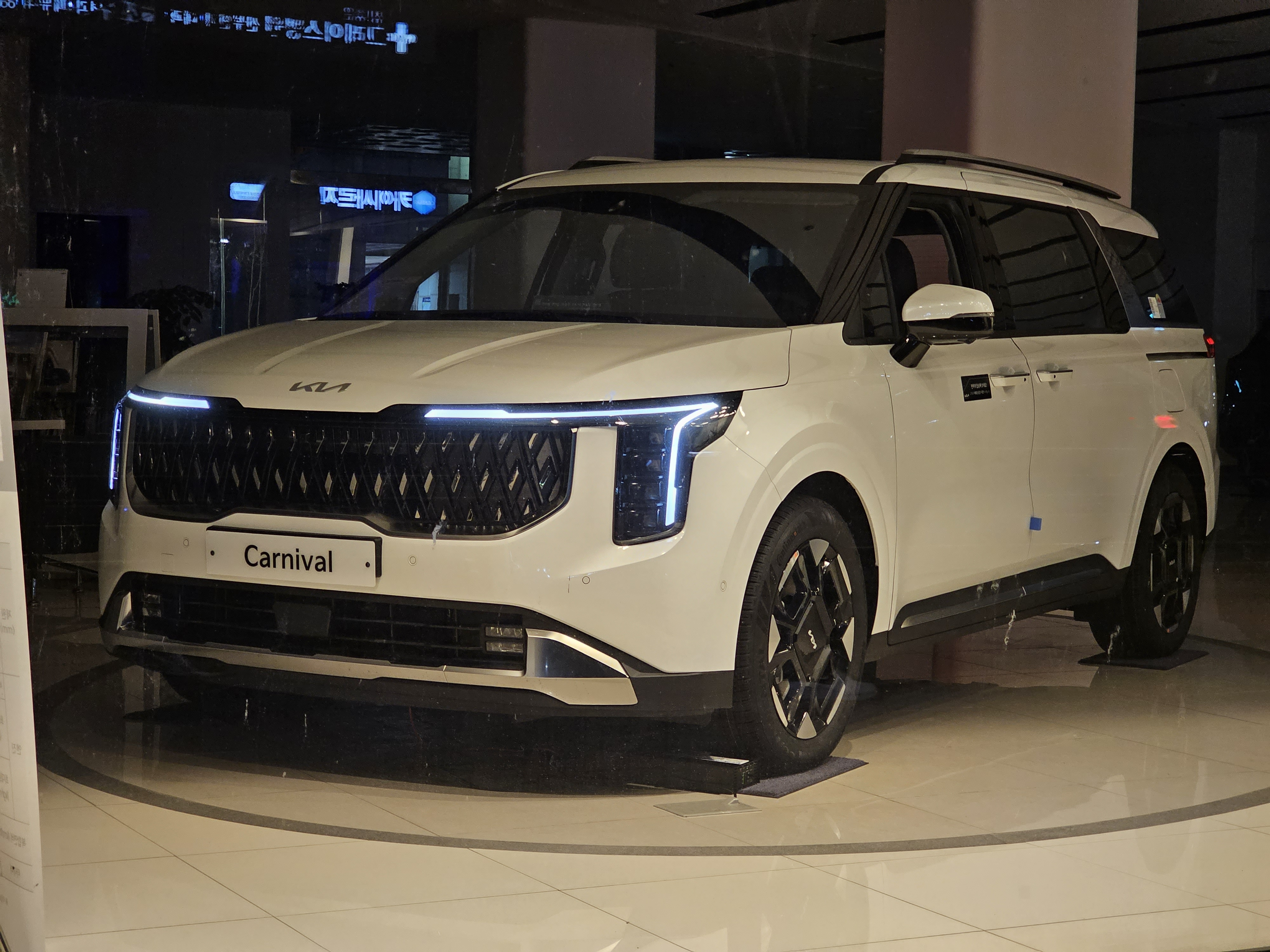
Kia Carnival IV po liftingu

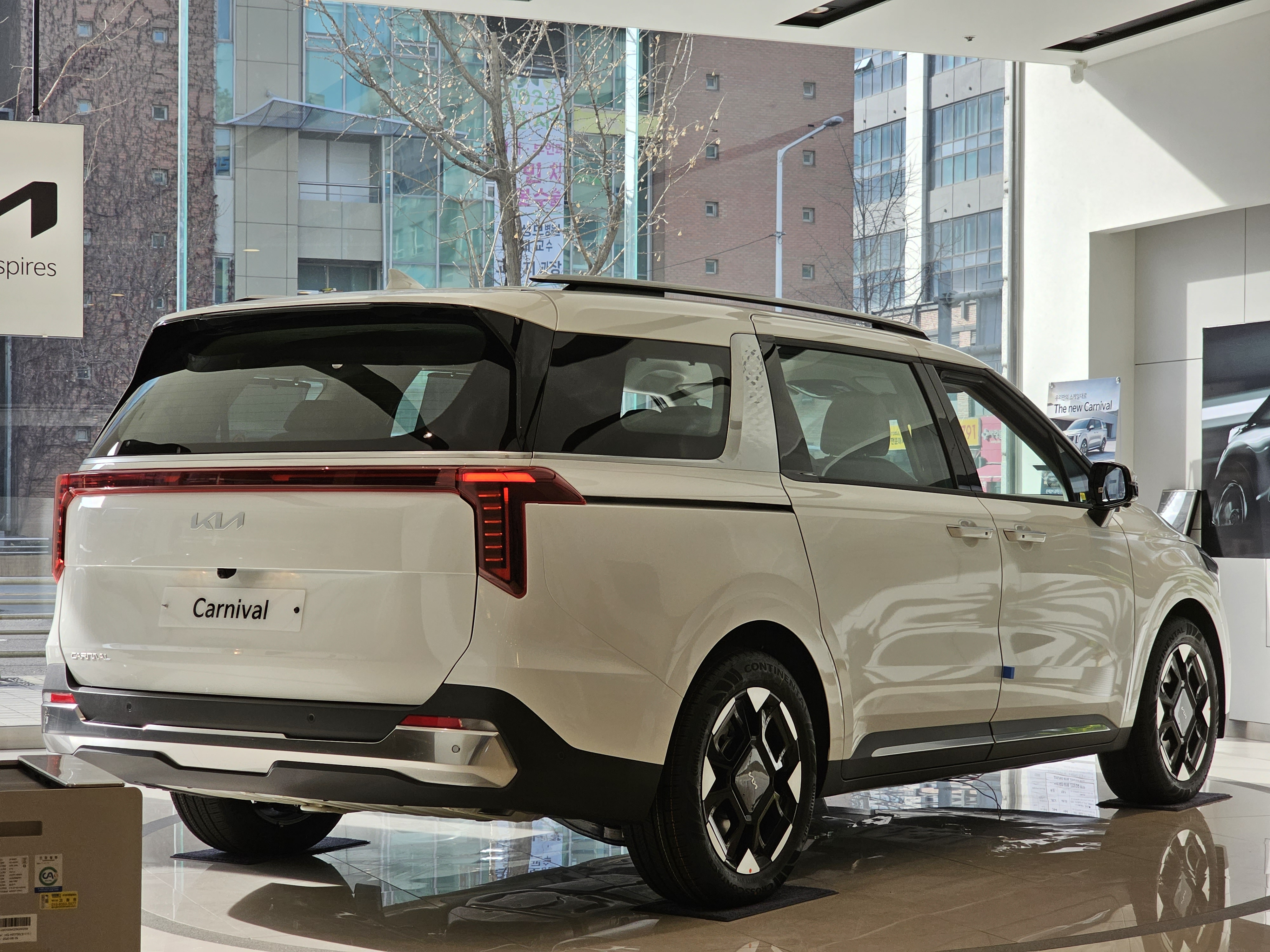
Kia Carnival IV – tył po liftingu

Kia Carnival IV została zaprezentowana po raz pierwszy 2020 roku.
Czwarta generacja Carnival przeszła ewolucyjny zakres zmian w stosunku do poprzednika, zyskując bardziej awangardową i futurystyczną stylistykę nadwozia zgodną z nowym językiem stylistycznym Kii. Producent nadał modelowi przydomek Grand Utility Vehicle, chcąc przez to wyrazić połączenie w jego koncepcji cech minivana z SUV-em.
Pod kątem wizualnym Kia Carnival IV zyskała dużą, chromowaną atrapę chłodnicy, a także wkomponowane w jej krawędzie wąskie, podłużne reflektory z charakterystyczną, nieregularną linią diod LED do jazdy dziennej. Podobną formę przyjęły tylne lampy w formie świetlnego pasa tuż pod krawędzią szyby, a karoserię przyozdobiły liczne chromowane akcenty.
Dzięki dłuższemu o 40 mm nadwoziu i większemu o 30 mm rozstawowi osi, Kia Carnival czwartej generacji zyskała przestronniejsze nadwozie. Samochód ponownie umożliwiał obracanie i modyfikację ustawienia foteli drugiego rzędu siedzeń, a maksymalnie oferował 8 na rynkach globalnych lub do 11 w Korei Południowej, miejsc dla pasażerów.
Projekt deski rozdzielczej został głęboko upodobniony do debiutującej równolegle czwartej generacji SUV-a Sorento, adaptując od niej koło kierownicy, a także szeroki pas podwójnych ekranów zabudowanych lakierem fortepianowym. Prawy wyświetlacz dotykowy o przekątnej 12,3-cala zaoferował łączność z nową generacją systemu multimedialnego, z kolei niżej umieszczono pas nawiewów i pas panelu klimatyzacji.

### Lifting
W październiku 2023 Kia Carnival czwartej generacji przeszła obszerną restylizację upodabniającą ją do innych, nowszych produktów firmy w stylu estetyki zapoczątkowanej przez model EV9. Pas przedni otrzymał charakterystyczne, większe reflektory w kształcie asymetrycznej litery "T" z wąskimi pasami zachodzącymi na powiększony wlot powietrza, a także przemodelowano wygląd zderzaka. Ponadto, producent przeprojektował tylną część nadwozia, gdzie układ lamp upodobniono do reflektorów, a także przeniesiono miejsce na tablicę rejestracyjną z góry na spód klapy bagażnika. Przeprojektowano też deskę rozdzielczą, wprowadzając m.in. zespolone, 12,3-calowe cyfrowe zegary i ekran systemu multimedialnego obsługujący nową generację oprogramowania.

### Sprzedaż
Choć Carnival ponownie nie trafił do sprzedaży w Europie, to wobec czwartej generacji modelu producent zdecydował się zachować szeroki zasięg rynkowy. Samochód w pierwszej kolejności jesienią 2020 roku trafił do sprzedaży w Korei Południowej, a także w Nowej Zelandii. W pierwszym kwartale 2021 roku zasięg rynkowy modelu poszerzono o Australię, Rosję, a także Kanadę i Stany Zjednoczone, gdzie samochód po raz pierwszy nie otrzymał nazwy Kia Sedona, lecz podobnie jak na innych nazwach – Carnival.

### Silniki
- V6 3.5l MPi
- V6 3.5l GDi
- L4 2.2l CRDi